# Grande, grosso e... Verdone
Grande, grosso e... Verdone è un film del 2008 diretto e interpretato da Carlo Verdone.
In questo film l'attore e regista reinterpreta i tre personaggi (il Candido, il Logorroico, il Volgare) che lo hanno portato al successo nei suoi primi sketch televisivi e nei film Un sacco bello (1980), Bianco, rosso e Verdone (1981) e Viaggi di nozze (1995). La pellicola, di cui Verdone è anche sceneggiatore, è uscita nelle sale cinematografiche il 7 marzo 2008.
Nel cast − tra gli altri − è presente anche Claudia Gerini, che aveva già interpretato un personaggio simile in Viaggi di nozze − oltre a partecipare nuovamente in un film insieme a Verdone dopo oltre dieci anni dalla loro ultima collaborazione in Sono pazzo di Iris Blond − , Geppi Cucciari, Eva Riccobono, Roberto Farnesi e Martina Pinto.
Il titolo del film, evocativo della pellicola del 1981 Bianco, rosso e Verdone, è stato ideato dal fan-club ufficiale del regista, al quale Verdone aveva affidato la scelta prima di iniziare le riprese.

## Trama
Il film si compone di tre episodi che, per la prima volta nella filmografia di Verdone, non sono intrecciati ma disposti in sequenza. Il primo ha una durata di circa 30 minuti, il secondo di circa 40 e il terzo di quasi un'ora.

### Leo, il Candido
La devota famiglia Nuvolone (composta dall'ingenuo e paziente Leo, dalla moglie sarda Tecla e dai figli (Sisto e Clemente) è in partenza per un campo scout quando un dramma familiare stravolge loro i piani: l'anziana madre di Leo è morta durante la notte.
In occasione delle esequie i Nuvolone incorrono in una serie di grottesche disavventure, a causa dei dissidi familiari e di un inaffidabile impresario delle pompe funebri cocainomane convinto di dover trasportare la salma al Verano, celebre cimitero di Roma, anziché dell'oscuro paesino di nome Vetrano. Durante la trasferta si aggiunge un rovinoso incidente stradale che costringe il becchino all'urgente ricovero in ospedale e, una volta giunti a destinazione, lo scambio dell'urna cineraria dell'anziana defunta con quella di un motociclista morto d'incidente stradale.
Leo Nuvolone è il personaggio già apparso nel film Un sacco bello (1980).

### Callisto, il Logorroico
Il professor Callisto Cagnato, docente universitario di storia dell'arte, è un uomo metodico, maniacale, ossessivo e al tempo stesso ipocrita. Tre volte vedovo, vive con il figlio ventitreenne Severiano. L'uomo trascorre le sue serate fuori casa con prostitute, con la scusa di frequentare un circolo privato, oppure davanti a siti pornografici. Cagnato cerca di risolvere i problemi del figlio, cresciuto sotto le sue rigide regole e manie, tra cui quella di eccellere nel suonare il pianoforte. Il padre non riesce ad accettare la solitudine del ragazzo mortificandolo continuamente, pertanto organizza per lui l'incontro con la giovane Lucilla, una ragazza orfana cresciuta presso le suore e la spinge a frequentare il giovane.
Tuttavia, tra i due ragazzi sboccia inaspettatamente l'amore. Accomunati dall'odio verso Cagnato, tentano inutilmente di sfuggirgli. Una domenica l'insegnante decide di portarli in visita alle catacombe, quando poco dopo piomba il buio. I giovani scappano nel tentativo di far disperdere il padre, il quale viene inaspettatamente ritrovato e tratto in salvo dopo alcuni giorni dalle forze dell'ordine, interrompendo la felicità dei due giovani amanti che lo credevano morto.
Il personaggio riprende quelli dai carattere ossessivi e logorroici di Furio Zòccano del film di Bianco, rosso e Verdone (1981) e di Raniero Cotti Borroni del film Viaggi di nozze (1995).

### Moreno, il Volgare
Il terzo episodio del film ha come protagonisti i coniugi Vecchiarutti, Moreno ed Enza, prototipi della figura popolare romana del "coatto". In piena crisi familiare, su consiglio del loro psicologo, decidono di trascorrere una vacanza a Taormina nel tentativo di riappacificarsi con il figlio Steven. Nell'albergo di lusso in cui soggiornano si troveranno loro malgrado immersi in un ambiente sociale molto diverso dal loro e dovranno fare i conti con la riprovazione degli altri ospiti di fronte alle loro continue cadute di stile.
Il ragazzo e la madre incontrano sul luogo i loro rispettivi idoli, un certo Crestadoro, ex-calciatore, e il suo amico Fabio Muso, protagonista di un recente reality show. La donna allaccia un rapporto con Muso che sembra sul punto di sfociare in una tresca, fin quando lui e Crestadoro, durante un'escursione in mare su un motoscafo, le propongono un rapporto sessuale a tre ed Enza, dimenandosi, sfugge tuffandosi in mare. Moreno, intanto, s'invaghisce di una raffinatissima straniera, con la quale nasce un'amicizia, salvo poi scoprire che si tratta di una prostituta d'alto bordo. A Steven, invece, va meglio con Irene, una giovane receptionist dell'albergo. Con il miracoloso salvataggio di Enza, raccolta stremata da un peschereccio, la famiglia Vecchiarutti può tornare a essere unita e riscoprire i veri sentimenti.
I personaggi di Moreno ed Enza riprendono i modi coatti come Ivano e Jessica nel film Viaggi di nozze (1995).
Curiosità
Nell'episodio Callisto, il Logorroico appare in un cameo Paolo Verdone (figlio di Carlo) che interpreta il ruolo di uno studente universitario che viene bocciato all'esame. Chiaro omaggio fatto da Carlo Verdone a suo padre Mario Verdone, il quale lo aveva realmente bocciato ad un esame ai tempi dell'Università.

## Incassi
Il film ha incassato 12.944.000 euro.

## Riconoscimenti
- 2008 - Nastro d'argento
  - Nastro dell'anno a Carlo Verdone